# Eydon
Eydon es un pueblo y una parroquia civil del distrito de South Northamptonshire, en el condado de Northamptonshire (Inglaterra).

## Demografía
Según el censo de 2001, Eydon tenía 422 habitantes (221 varones y 201 mujeres). 84 (19,9%) de ellos eran menores de 16 años, 321 (76,07%) tenían entre 16 y 74, y 17 (4,03%) eran mayores de 74. La media de edad era de 39,2 años. De los 338 habitantes de 16 o más años, 74 (21,89%) estaban solteros, 218 (64,5%) casados, y 46 (13,61%) divorciados o viudos. 235 habitantes eran económicamente activos, 229 de ellos (97,45%) empleados y otros 6 (2,55%) desempleados. Había 7 hogares sin ocupar y 183 con residentes.
| 484                         | 471 | 548 | 630 | 647 | 621 | - | - | 449 | 377 | 398 | 431 | 373 | 422 | - | 360 | 335 |
| (Fuente: Vision of Britain) |     |     |     |     |     |   |   |     |     |     |     |     |     |   |     |     |